# Sunamganj
Sunamganj este un oraș din Bangladesh.